# Alexander Dobrindt
Alexander Dobrindt, né le 7 juin 1970 à Peißenberg, est un homme politique allemand, membre de l'Union chrétienne-sociale en Bavière (CSU). Il est ministre fédéral de l'Intérieur depuis mai 2025.
Il est ministre fédéral des Transports de 2013 à 2017 puis vice-président du groupe CDU/CSU au Bundestag de 2017 à 2025.

## Biographie

### Formation et carrière
Il passe son Abitur en 1989 à Weilheim, puis suit des études supérieures de sociologie à l'université Louis-et-Maximilien de Munich, qu'il achève six ans plus tard par l'obtention de son diplôme. Il commence alors à travailler comme directeur commercial de la société Holzner und Sanamij GmbH - Druckbehälter und Medizinische Geräte, dont il est promu gérant en 2001. Il abandonne toute activité professionnelle en 2005.

### Parcours politique

#### Au sein de la CSU
En 1986, il adhère à la Junge Union (JU), puis intègre l'Union chrétienne-sociale en Bavière (CSU) quatre ans plus tard, l'année même où il est élu président de la section JU dans l'arrondissement de Weilheim-Schongau. Devenu vice-président de la fédération du district de Haute-Bavière en 1993, il quitte l'organisation de jeunesse en 1997, et prend, en 2001, la présidence de la section CSU de la commune de Peißenberg.
Alexander Dobrindt est désigné secrétaire général de la CSU le 9 février 2009, à la suite de l'entrée de Karl-Theodor zu Guttenberg au gouvernement fédéral, sur proposition du président du parti, Horst Seehofer. Deux mois plus tard, il prend la tête de la CSU dans l'arrondissement de Weilheim-Schongau. Il est relevé de ses fonctions de secrétaire général, afin de devenir ministre fédéral, le 15 décembre 2013, au profit de Andreas Scheuer.

#### Mandats et fonctions
Après avoir été élu au conseil communal de Peißenberg en 1996, il entre au Bundestag lors des élections fédérales de 2002, en remportant 54,9 % des voix dans la circonscription de Weilheim. Il occupe notamment la vice-présidence de la commission parlementaire de l'Économie et du Travail au cours de l'année 2005, ainsi que les présidences de divers groupes de travail du groupement provincial de la CSU et du groupe CDU/CSU. Il a été réélu en 2009 avec 52 % des suffrages, et en 2013 avec 57,2 % des voix.
Il est nommé ministre fédéral des Transports et des Réseaux numériques le 17 décembre 2013, succédant à son camarade de parti Peter Ramsauer.

### Vie privée
Il est de confession catholique, et marié depuis 2002.